# رشيدآباد (مقاطعة ديواندرة)
رشيدآباد (بالفارسية: رشیدآباد) هي قرية تقع في منطقة مركزية ريفية في إيران. يقدر عدد سكانها بـ 1,197 نسمة .